# Neil Etheridge
Neil Leonard Dula Etheridge (Londra, 7 febbraio 1990) è un calciatore inglese naturalizzato filippino, portiere del Buriram Utd e della nazionale filippina, della quale è capitano.

## Biografia
Etheridge è nato a Londra da padre inglese e madre filippina, originaria di Tarlac.

## Caratteristiche tecniche
Etheridge è un portiere agile e reattivo tra i pali. Si distingue per affidabilità, abilità nell'uno contro uno e sicurezza nelle uscite. È abile nell'opporsi ai calci di rigore.

## Carriera

### Club
Muove i suoi primi passi nelle giovanili del Chelsea, prima di essere tesserato dal Fulham nel 2006. Esordisce in prima squadra il 14 novembre 2011 contro l'Odense in Europa League. Dopo aver trascorso alcuni anni nelle serie inferiori, il 30 maggio 2017 firma un contratto di tre anni con il Cardiff City, in Championship. A fine stagione la squadra – grazie anche al contributo di Etheridge, che mette a referto 19 clean sheet in 45 incontri disputati – viene promossa in Premier League. Esordisce in Premier League l'11 agosto 2018 nella partita persa 2-0 contro il Bournemouth – in cui respinge un calcio di rigore a Callum Wilson – diventando il primo calciatore filippino a giocare nella massima serie inglese.
L'11 settembre 2020 si accorda per quattro anni con il Birmingham City.

### Nazionale
Nel 2005 ha giocato una partita con la nazionale inglese Under-16.
Esordisce con la nazionale delle Filippine il 13 maggio 2008 contro il Brunei. Nel 2022 viene nominato capitano della selezione asiatica.

## Statistiche

### Presenze e reti nei club
Statistiche aggiornate al 12 settembre 2024.
| Stagione               | Squadra                | Campionato             | Campionato | Campionato | Coppe nazionali | Coppe nazionali | Coppe nazionali | Coppe continentali | Coppe continentali | Coppe continentali | Altre coppe | Altre coppe | Altre coppe | Totale | Totale |
| Stagione               | Squadra                | Comp                   | Pres       | Reti       | Comp            | Pres            | Reti            | Comp               | Pres               | Reti               | Comp        | Pres        | Reti        | Pres   | Reti   |
| ---------------------- | ---------------------- | ---------------------- | ---------- | ---------- | --------------- | --------------- | --------------- | ------------------ | ------------------ | ------------------ | ----------- | ----------- | ----------- | ------ | ------ |
| gen.-giu. 2011         | Charlton Athletic      | FL1                    | 0          | 0          | FACup+CdL       | -               | -               | -                  | -                  | -                  | FLT         | -           | -           | 0      | 0      |
| 2011-2012              | Fulham                 | PL                     | 0          | 0          | FACup+CdL       | 0               | 0               | UEL                | 1                  | -2                 | -           | -           | -           | 1      | -2     |
| 2012-gen. 2013         | Bristol Rovers         | FL2                    | 12         | -21        | FACup+CdL       | 0               | 0               | -                  | -                  | -                  | FLT         | 0           | 0           | 12     | -21    |
| gen.-giu. 2013         | Fulham                 | PL                     | 0          | 0          | FACup+CdL       | 0               | 0               | -                  | -                  | -                  | -           | -           | -           | 0      | 0      |
| Totale Fulham          | Totale Fulham          | Totale Fulham          | 0          | 0          |                 | 0               | 0               |                    | 1                  | -2                 |             | -           | -           | 1      | -2     |
| 2013-2014              | Crewe Alexandra        | FL1                    | 4          | -5         | FACup+CdL       | 0               | 0               | -                  | -                  | -                  | FLT         | 0           | 0           | 4      | -5     |
| nov. 2014              | Oldham Athletic        | FL1                    | 0          | 0          | FACup+CdL       | 0               | 0               | -                  | -                  | -                  | FLT         | 1           | -2          | 1      | -2     |
| nov. 2014-2015         | Charlton Athletic      | FLC                    | 4          | -10        | FACup+CdL       | 1+0             | -2              | -                  | -                  | -                  | -           | -           | -           | 5      | -12    |
| 2015-2016              | Walsall                | FL1                    | 40+2       | -40 + -6   | FACup+CdL       | 5+3             | -4 + -8         | -                  | -                  | -                  | FLT         | -           | -           | 50     | -58    |
| 2016-2017              | Walsall                | FL1                    | 41         | -51        | FACup+CdL       | 1+1             | -1 + -2         | -                  | -                  | -                  | FLT         | 0           | 0           | 43     | -54    |
| Totale Walsall         | Totale Walsall         | Totale Walsall         | 81+2       | -91 + -6   |                 | 10              | -15             |                    | -                  | -                  |             | 0           | 0           | 93     | -112   |
| 2017-2018              | Cardiff City           | FLC                    | 45         | -37        | FACup+CdL       | 2+0             | -3              | -                  | -                  | -                  | -           | -           | -           | 47     | -40    |
| 2018-2019              | Cardiff City           | PL                     | 38         | -69        | FACup+CdL       | -               | -               | -                  | -                  | -                  | -           | -           | -           | 38     | -69    |
| 2019-2020              | Cardiff City           | FLC                    | 16         | -24        | FACup+CdL       | 1+0             | -3              | -                  | -                  | -                  | -           | -           | -           | 17     | -27    |
| Totale Cardiff City    | Totale Cardiff City    | Totale Cardiff City    | 99         | -130       |                 | 3               | -6              |                    | -                  | -                  |             | -           | -           | 102    | -136   |
| 2020-2021              | Birmingham City        | FLC                    | 43         | -52        | FACup+CdL       | 0               | 0               | -                  | -                  | -                  | -           | -           | -           | 43     | -52    |
| 2021-2022              | Birmingham City        | FLC                    | 21         | -35        | FACup+CdL       | 1+1             | -1 + -2         | -                  | -                  | -                  | -           | -           | -           | 23     | -38    |
| 2022-2023              | Birmingham City        | FLC                    | 4          | -5         | FACup+CdL       | 3+1             | -4 + -2         | -                  | -                  | -                  | -           | -           | -           | 8      | -11    |
| 2023-2024              | Birmingham City        | FLC                    | 2          | -3         | FACup+CdL       | 1+2             | -1 + -3         | -                  | -                  | -                  | -           | -           | -           | 5      | -7     |
| Totale Birmingham City | Totale Birmingham City | Totale Birmingham City | 70         | -95        |                 | 9               | -13             |                    | -                  | -                  |             | -           | -           | 79     | -108   |
| 2024-2025              | Buriram Utd            | T1                     | 6          | -2         | CT+CdL          | 0               | 0               | ACL                | 0                  | 0                  | -           | -           | -           | 6      | -2     |
| Totale carriera        | Totale carriera        | Totale carriera        | 278        | -360       |                 | 23              | -36             |                    | 1                  | -2                 |             | 1           | -2          | 303    | -400   |

### Cronologia presenze e reti in nazionale
| Cronologia completa delle presenze e delle reti in nazionale ― Filippine | Cronologia completa delle presenze e delle reti in nazionale ― Filippine | Cronologia completa delle presenze e delle reti in nazionale ― Filippine | Cronologia completa delle presenze e delle reti in nazionale ― Filippine | Cronologia completa delle presenze e delle reti in nazionale ― Filippine | Cronologia completa delle presenze e delle reti in nazionale ― Filippine | Cronologia completa delle presenze e delle reti in nazionale ― Filippine | Cronologia completa delle presenze e delle reti in nazionale ― Filippine |
| Data                                                                     | Città                                                                    | In casa                                                                  | Risultato                                                                | Ospiti                                                                   | Competizione                                                             | Reti                                                                     | Note                                                                     |
| ------------------------------------------------------------------------ | ------------------------------------------------------------------------ | ------------------------------------------------------------------------ | ------------------------------------------------------------------------ | ------------------------------------------------------------------------ | ------------------------------------------------------------------------ | ------------------------------------------------------------------------ | ------------------------------------------------------------------------ |
| 13-5-2008                                                                | Iloilo                                                                   | Brunei                                                                   | 0 – 1                                                                    | Filippine                                                                | Qual. AFC Challenge Cup 2008                                             | -                                                                        |                                                                          |
| 15-5-2008                                                                | Iloilo                                                                   | Filippine                                                                | 0 – 0                                                                    | Tagikistan                                                               | Qual. AFC Challenge Cup 2008                                             | -                                                                        |                                                                          |
| 17-5-2008                                                                | Iloilo                                                                   | Filippine                                                                | 3 – 0                                                                    | Bhutan                                                                   | Qual. AFC Challenge Cup 2008                                             | -                                                                        |                                                                          |
| 17-10-2008                                                               | Phnom Penh                                                               | Filippine                                                                | 1 – 0                                                                    | Timor Est                                                                | Qual. AFF Cup 2008                                                       | -                                                                        |                                                                          |
| 19-10-2008                                                               | Phnom Penh                                                               | Brunei                                                                   | 1 – 1                                                                    | Filippine                                                                | Qual. AFF Cup 2008                                                       | -1                                                                       |                                                                          |
| 21-10-2008                                                               | Phnom Penh                                                               | Filippine                                                                | 1 – 2                                                                    | Laos                                                                     | Qual. AFF Cup 2008                                                       | -2                                                                       |                                                                          |
| 23-10-2008                                                               | Phnom Penh                                                               | Cambogia                                                                 | 2 – 3                                                                    | Filippine                                                                | Qual. AFF Cup 2008                                                       | -2                                                                       |                                                                          |
| 14-4-2009                                                                | Malé                                                                     | Filippine                                                                | 1 – 0                                                                    | Bhutan                                                                   | Qual. AFC Challenge Cup 2010                                             | -                                                                        | 84’                                                                      |
| 16-4-2009                                                                | Malé                                                                     | Maldive                                                                  | 3 – 2                                                                    | Filippine                                                                | Qual. AFC Challenge Cup 2010                                             | -3                                                                       |                                                                          |
| 18-4-2009                                                                | Malé                                                                     | Turkmenistan                                                             | 5 – 0                                                                    | Filippine                                                                | Qual. AFC Challenge Cup 2010                                             | -5                                                                       |                                                                          |
| 22-10-2010                                                               | Vientiane                                                                | Timor Est                                                                | 0 – 5                                                                    | Filippine                                                                | Qual. AFF Cup 2010                                                       | -                                                                        |                                                                          |
| 24-10-2010                                                               | Vientiane                                                                | Laos                                                                     | 2 – 2                                                                    | Filippine                                                                | Qual. AFF Cup 2010                                                       | -2                                                                       | 30’                                                                      |
| 26-10-2010                                                               | Vientiane                                                                | Filippine                                                                | 0 – 0                                                                    | Cambogia                                                                 | Qual. AFF Cup 2010                                                       | -                                                                        | 83’                                                                      |
| 2-12-2010                                                                | Hanoi                                                                    | Singapore                                                                | 1 – 1                                                                    | Filippine                                                                | AFF Cup 2010 - 1º turno                                                  | -1                                                                       |                                                                          |
| 5-12-2010                                                                | Hanoi                                                                    | Filippine                                                                | 2 – 0                                                                    | Vietnam                                                                  | AFF Cup 2010 - 1º turno                                                  | -                                                                        | 20’                                                                      |
| 8-12-2010                                                                | Nam Dinh                                                                 | Birmania                                                                 | 0 – 0                                                                    | Filippine                                                                | AFF Cup 2010 - 1º turno                                                  | -                                                                        |                                                                          |
| 16-12-2010                                                               | Giacarta                                                                 | Filippine                                                                | 0 – 1                                                                    | Indonesia                                                                | AFF Cup 2010 - Semifinale                                                | -1                                                                       |                                                                          |
| 19-12-2010                                                               | Giacarta                                                                 | Indonesia                                                                | 1 – 0                                                                    | Filippine                                                                | AFF Cup 2010 - Semifinale                                                | -1                                                                       |                                                                          |
| 9-2-2011                                                                 | Bacolod                                                                  | Filippine                                                                | 2 – 0                                                                    | Mongolia                                                                 | Qual. AFC Challenge Cup 2012                                             | -                                                                        |                                                                          |
| 21-3-2011                                                                | Yangon                                                                   | Birmania                                                                 | 1 – 1                                                                    | Filippine                                                                | Qual. AFC Challenge Cup 2012                                             | -1                                                                       |                                                                          |
| 23-3-2011                                                                | Yangon                                                                   | Filippine                                                                | 0 – 0                                                                    | Palestina                                                                | Qual. AFC Challenge Cup 2012                                             | -                                                                        |                                                                          |
| 25-3-2011                                                                | Yangon                                                                   | Bangladesh                                                               | 0 – 3                                                                    | Filippine                                                                | Qual. AFC Challenge Cup 2012                                             | -                                                                        |                                                                          |
| 29-6-2011                                                                | Colombo                                                                  | Sri Lanka                                                                | 1 – 1                                                                    | Filippine                                                                | Qual. Mondiali 2014                                                      | -1                                                                       |                                                                          |
| 3-7-2011                                                                 | Manila                                                                   | Filippine                                                                | 4 – 0                                                                    | Sri Lanka                                                                | Qual. Mondiali 2014                                                      | -                                                                        |                                                                          |
| 23-7-2011                                                                | Al Kuwait                                                                | Kuwait                                                                   | 3 – 0                                                                    | Filippine                                                                | Qual. Mondiali 2014                                                      | -3                                                                       |                                                                          |
| 28-7-2011                                                                | Manila                                                                   | Filippine                                                                | 1 – 2                                                                    | Kuwait                                                                   | Qual. Mondiali 2014                                                      | -2                                                                       |                                                                          |
| 7-10-2011                                                                | Singapore                                                                | Singapore                                                                | 2 – 0                                                                    | Filippine                                                                | Amichevole                                                               | -2                                                                       |                                                                          |
| 11-10-2011                                                               | Manila                                                                   | Filippine                                                                | 4 – 0                                                                    | Nepal                                                                    | Amichevole                                                               | -                                                                        |                                                                          |
| 29-2-2012                                                                | Manila                                                                   | Filippine                                                                | 1 – 1                                                                    | Malaysia                                                                 | Amichevole                                                               | -1                                                                       |                                                                          |
| 9-3-2012                                                                 | Kathmandu                                                                | Corea del Nord                                                           | 2 – 0                                                                    | Palestina                                                                | AFC Challenge Cup 2012 - 1º turno                                        | -2                                                                       | 37’                                                                      |
| 11-3-2012                                                                | Kathmandu                                                                | Filippine                                                                | 2 – 0                                                                    | India                                                                    | AFC Challenge Cup 2012 - 1º turno                                        | -                                                                        |                                                                          |
| 13-3-2012                                                                | Kathmandu                                                                | Tagikistan                                                               | 1 – 2                                                                    | Palestina                                                                | AFC Challenge Cup 2012 - 1º turno                                        | -1                                                                       |                                                                          |
| 16-3-2012                                                                | Kathmandu                                                                | Turkmenistan                                                             | 2 – 1                                                                    | Palestina                                                                | AFC Challenge Cup 2012 - Semifinale                                      | -2                                                                       | 90+2’                                                                    |
| 5-6-2012                                                                 | Manila                                                                   | Filippine                                                                | 2 – 2                                                                    | Indonesia                                                                | Amichevole                                                               | -2                                                                       |                                                                          |
| 12-6-2012                                                                | Bacolod                                                                  | Filippine                                                                | 3 – 0                                                                    | Guam                                                                     | Amichevole                                                               | -                                                                        |                                                                          |
| 5-9-2012                                                                 | Phnom Penh                                                               | Cambogia                                                                 | 0 – 0                                                                    | Filippine                                                                | Amichevole                                                               | -                                                                        |                                                                          |
| 7-9-2012                                                                 | Singapore                                                                | Singapore                                                                | 0 – 2                                                                    | Filippine                                                                | Amichevole                                                               | -                                                                        |                                                                          |
| 10-9-2012                                                                | Vientiane                                                                | Laos                                                                     | 2 – 1                                                                    | Filippine                                                                | Amichevole                                                               | -2                                                                       |                                                                          |
| 16-10-2012                                                               | Al Kuwait                                                                | Kuwait                                                                   | 2 – 1                                                                    | Filippine                                                                | Amichevole                                                               | -2                                                                       |                                                                          |
| 6-2-2013                                                                 | Yangon                                                                   | Birmania                                                                 | 0 – 1                                                                    | Filippine                                                                | Amichevole                                                               | -                                                                        |                                                                          |
| 4-6-2013                                                                 | Hong Kong                                                                | Hong Kong                                                                | 0 – 1                                                                    | Filippine                                                                | Amichevole                                                               | -                                                                        |                                                                          |
| 11-10-2013                                                               | Bacolod                                                                  | Filippine                                                                | 1 – 2                                                                    | Taipei cinese                                                            | Amichevole                                                               | -2                                                                       |                                                                          |
| 15-10-2013                                                               | Bacolod                                                                  | Filippine                                                                | 3 – 1                                                                    | Pakistan                                                                 | Amichevole                                                               | -1                                                                       |                                                                          |
| 20-5-2014                                                                | Malé                                                                     | Filippine                                                                | 0 – 0                                                                    | Afghanistan                                                              | AFC Challenge Cup 2014 - 1º turno                                        | -                                                                        |                                                                          |
| 11-6-2015                                                                | Bocaue                                                                   | Filippine                                                                | 2 – 1                                                                    | Bahrein                                                                  | Qual. Mondiali 2018                                                      | -1                                                                       |                                                                          |
| 16-6-2015                                                                | Doha                                                                     | Yemen                                                                    | 0 – 2                                                                    | Filippine                                                                | Qual. Mondiali 2018                                                      | -                                                                        |                                                                          |
| 3-9-2015                                                                 | Manila                                                                   | Filippine                                                                | 2 – 0                                                                    | Maldive                                                                  | Amichevole                                                               | -                                                                        | 83’                                                                      |
| 8-9-2015                                                                 | Bocaue                                                                   | Filippine                                                                | 1 – 5                                                                    | Uzbekistan                                                               | Qual. Mondiali 2018                                                      | -5                                                                       |                                                                          |
| 8-10-2015                                                                | Pyongyang                                                                | Corea del Nord                                                           | 0 – 0                                                                    | Filippine                                                                | Qual. Mondiali 2018                                                      | -                                                                        | 90+3’                                                                    |
| 13-10-2015                                                               | Riffa                                                                    | Bahrein                                                                  | 2 – 0                                                                    | Filippine                                                                | Qual. Mondiali 2018                                                      | -2                                                                       |                                                                          |
| 24-3-2016                                                                | Tashkent                                                                 | Uzbekistan                                                               | 1 – 0                                                                    | Filippine                                                                | Qual. Mondiali 2018                                                      | -1                                                                       |                                                                          |
| 29-3-2016                                                                | Manila                                                                   | Filippine                                                                | 3 – 2                                                                    | Corea del Nord                                                           | Qual. Mondiali 2018                                                      | -2                                                                       |                                                                          |
| 6-9-2016                                                                 | Biškek                                                                   | Kirghizistan                                                             | 1 – 2                                                                    | Filippine                                                                | Amichevole                                                               | -1                                                                       |                                                                          |
| 22-3-2017                                                                | Manila                                                                   | Filippine                                                                | 0 – 0                                                                    | Malaysia                                                                 | Amichevole                                                               | -                                                                        | 88’                                                                      |
| 28-3-2017                                                                | Manila                                                                   | Filippine                                                                | 4 – 1                                                                    | Nepal                                                                    | Qual. Coppa d'Asia 2019                                                  | -1                                                                       |                                                                          |
| 5-9-2017                                                                 | Bacolod                                                                  | Filippine                                                                | 2 – 2                                                                    | Yemen                                                                    | Qual. Coppa d'Asia 2019                                                  | -2                                                                       |                                                                          |
| 10-10-2017                                                               | Al Wakrah                                                                | Yemen                                                                    | 1 – 1                                                                    | Filippine                                                                | Qual. Coppa d'Asia 2019                                                  | -1                                                                       |                                                                          |
| 14-11-2017                                                               | Kathmandu                                                                | Nepal                                                                    | 0 – 0                                                                    | Filippine                                                                | Qual. Coppa d'Asia 2019                                                  | -                                                                        |                                                                          |
| 27-3-2018                                                                | Manila                                                                   | Filippine                                                                | 2 – 1                                                                    | Tagikistan                                                               | Qual. Coppa d'Asia 2019                                                  | -1                                                                       |                                                                          |
| 6-9-2018                                                                 | Riffa                                                                    | Bahrein                                                                  | 1 – 1                                                                    | Filippine                                                                | Amichevole                                                               | -1                                                                       |                                                                          |
| 13-10-2018                                                               | Doha                                                                     | Filippine                                                                | 1 – 1                                                                    | Oman                                                                     | Amichevole                                                               | -1                                                                       | 46’                                                                      |
| 13-11-2018                                                               | Bacolod                                                                  | Filippine                                                                | 1 – 0                                                                    | Singapore                                                                | AFF Cup 2018 - 1º turno                                                  | -                                                                        |                                                                          |
| 15-10-2019                                                               | Bacolod                                                                  | Filippine                                                                | 0 – 0                                                                    | Cina                                                                     | Qual. Mondiali 2022                                                      | -                                                                        | 88’                                                                      |
| 14-11-2019                                                               | Male                                                                     | Maldive                                                                  | 1 – 2                                                                    | Filippine                                                                | Qual. Mondiali 2022                                                      | -1                                                                       |                                                                          |
| 19-11-2019                                                               | Dubai                                                                    | Siria                                                                    | 1 – 0                                                                    | Filippine                                                                | Qual. Mondiali 2022                                                      | -1                                                                       |                                                                          |
| 23-3-2022                                                                | Kallang                                                                  | Malaysia                                                                 | 2 – 0                                                                    | Filippine                                                                | Amichevole                                                               | -2                                                                       | 40’                                                                      |
| 29-3-2022                                                                | Kallang                                                                  | Singapore                                                                | 2 – 0                                                                    | Filippine                                                                | Amichevole                                                               | -2                                                                       |                                                                          |
| 8-6-2022                                                                 | Ulan Bator                                                               | Filippine                                                                | 0 – 0                                                                    | Yemen                                                                    | Qual. Coppa d'Asia 2023                                                  | -                                                                        | Cap.                                                                     |
| 11-6-2022                                                                | Ulan Bator                                                               | Mongolia                                                                 | 0 – 1                                                                    | Filippine                                                                | Qual. Coppa d'Asia 2023                                                  | -                                                                        | Cap.                                                                     |
| 14-6-2022                                                                | Ulan Bator                                                               | Palestina                                                                | 4 – 0                                                                    | Filippine                                                                | Qual. Coppa d'Asia 2023                                                  | -4                                                                       | Cap.                                                                     |
| 24-3-2023                                                                | Al Kuwait                                                                | Kuwait                                                                   | 2 – 0                                                                    | Filippine                                                                | Amichevole                                                               | -2                                                                       | Cap.                                                                     |
| 28-3-2023                                                                | Al Wakrah                                                                | Giordania                                                                | 4 – 0                                                                    | Filippine                                                                | Amichevole                                                               | -4                                                                       | Cap. 9’                                                                  |
| 19-6-2023                                                                | Manila                                                                   | Filippine                                                                | 2 – 3                                                                    | Taipei cinese                                                            | Amichevole                                                               | -3                                                                       | Cap.                                                                     |
| 8-9-2023                                                                 | Kaohsiung                                                                | Taipei cinese                                                            | 1 – 1                                                                    | Filippine                                                                | Amichevole                                                               | -1                                                                       | Cap.                                                                     |
| 12-9-2023                                                                | Manila                                                                   | Filippine                                                                | 2 – 1                                                                    | Afghanistan                                                              | Amichevole                                                               | -1                                                                       | Cap.                                                                     |
| 17-10-2023                                                               | Al Muharraq                                                              | Bahrein                                                                  | 1 – 0                                                                    | Filippine                                                                | Amichevole                                                               | -1                                                                       | Cap.                                                                     |
| 16-11-2023                                                               | Manila                                                                   | Filippine                                                                | 0 – 2                                                                    | Vietnam                                                                  | Qual. Mondiali 2026                                                      | -2                                                                       | Cap.                                                                     |
| 21-11-2023                                                               | Manila                                                                   | Filippine                                                                | 1 – 1                                                                    | Indonesia                                                                | Qual. Mondiali 2026                                                      | -1                                                                       | Cap. 34’                                                                 |
| 21-3-2024                                                                | Bassora                                                                  | Iraq                                                                     | 1 – 0                                                                    | Filippine                                                                | Qual. Mondiali 2026                                                      | -1                                                                       | Cap.                                                                     |
| 26-3-2024                                                                | Manila                                                                   | Filippine                                                                | 0 – 5                                                                    | Iraq                                                                     | Qual. Mondiali 2026                                                      | -5                                                                       | Cap.                                                                     |
| 6-6-2024                                                                 | Hanoi                                                                    | Vietnam                                                                  | 3 – 2                                                                    | Filippine                                                                | Qual. Mondiali 2026                                                      | -3                                                                       | Cap.                                                                     |
| 4-9-2024                                                                 | Kuala Lumpur                                                             | Malaysia                                                                 | 2 – 1                                                                    | Filippine                                                                | Amichevole                                                               | -2                                                                       | Cap.                                                                     |
| Totale                                                                   |                                                                          | Presenze                                                                 | 82                                                                       |                                                                          | Reti                                                                     | -97                                                                      |                                                                          |

## Palmarès

### Club

#### Competizioni nazionali
- Thai League: 1

Buriram United: 2024-2025
- Thai FA Cup: 1

Buriram United: 2024-2025